# Bonaventura van Overbeek
Bonaventura van Overbeek (Amsterdam, 1660-1705) est un dessinateur, graveur et peintre de l'Âge d'or de la peinture néerlandaise. Il étudia l'antique à Rome, où il était membre des Bentvueghels et revint dans sa patrie avec une riche collection de dessins.
On lui doit Reliquiæ antiquæ urbis Romæ, Amsterdam, 1709, grand in-folio, avec 150 planches, traduit en français dès la même année.

## Source
Cet article comprend des extraits du Dictionnaire Bouillet. Il est possible de supprimer cette indication, si le texte reflète le savoir actuel sur ce thème, si les sources sont citées, s'il satisfait aux exigences linguistiques actuelles et s'il ne contient pas de propos qui vont à l'encontre des règles de neutralité de Wikipédia.